# 蕭普賢女
蕭普賢女（—1123年），為北遼宣宗耶律淳的德妃，宣宗遺詔立天祚帝耶律延禧第五子耶律定為皇帝，但他在天祚帝身邊，不在燕京，只能遙立。德妃被立為皇太后，稱制，改建福元年為德興元年。
此時大臣李處溫父子覺得前景不妙，打算向南私通宋朝的童貫，欲劫持德妃納土於宋。向北私通金人，作金的內應。後她發現他私通宋、金的罪行把他拘捕並賜死，并擊退宋军進攻。
當年十一月，德妃五次上表給金朝，只要允許立耶律定為北遼皇帝，其他條件均答應，金人不許，她只好派兵把守居庸關，沒能守住，金兵直奔燕京。德妃帶著隨從的官員投靠天祚帝，天祚帝將她誅殺。